# Der Zauberer der Smaragdenstadt

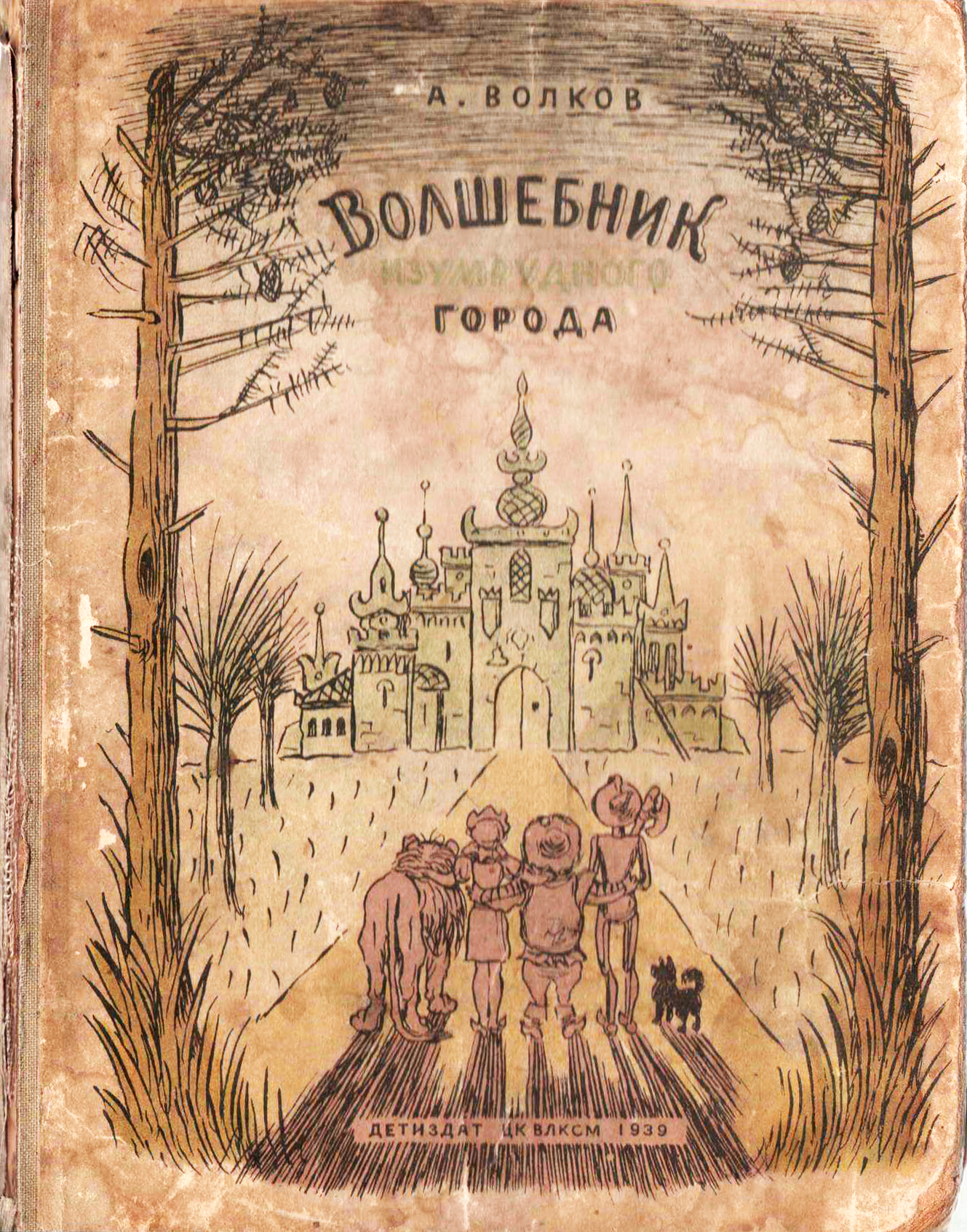
Der Zauberer der Smaragdenstadt, 1939

Der Zauberer der Smaragdenstadt (russisch Волшебник Изумрудного города / Wolschebnik Isumrudnowo goroda) ist ein Kinderbuch des russischen Schriftstellers Alexander Melentjewitsch Wolkow. Die Erzählung erschien erstmals 1939 in der Sowjetunion und ist eine Nachdichtung des amerikanischen Kinderbuches The Wonderful Wizard of Oz (d. i. Der Zauberer von Oz). Für eine Neuauflage im Jahr 1959 illustrierte Leonid Wladimirski die Geschichte neu. Übersetzer der lange verwendeten deutschen Fassung ist Lazar Steinmetz. In den Folgejahren erschien das Buch in nahezu allen Ostblockstaaten und vielen weiteren Ländern. Insbesondere in der DDR erfreuten sich an diesem Buch und dessen Fortsetzungen zahlreiche Leser.

## Handlung

### Die Hauptfiguren der Geschichte
Hauptfiguren der Märchen-Erzählung sind Elli, ein junges Mädchen aus Kansas, ihr kleiner Hund Totoschka, Scheuch, eine Vogelscheuche, die gerne Verstand hätte, der Eiserne Holzfäller, dem das Herz fehlt, und der Feige Löwe. Die Gegenspieler von Elli und ihren Begleitern sind zahlreich. Zu ihnen zählen ein Menschenfresser und Bastinda, die böse Hexe des Violetten Landes, die unter anderem auch über die Fliegenden Affen gebietet. Der Zauberer der Smaragdenstadt selbst und Stella, eine gute Fee, sind weitere handlungstragende Figuren.

### Die Geschichte
Erzählt wird die Geschichte des Mädchens Elli, das durch einen Sturm in ein Zauberland verschlagen wurde und sich dort gegen zahlreiche Gefahren und Schrecken behaupten muss, um wieder nach Hause zu gelangen. Das auf den ersten Blick paradiesische Land mit ewigem Sommer und drolligen Geschöpfen entpuppt sich mit der Zeit auch als düsterer und höchst gefährlicher Ort, in dem böse Zauberer, Menschenfresser oder Säbelzahntiger lauern. Bei ihren Abenteuern in dem aufregenden Reich lernt Elli seltsame Völker, grünes, blaues, gelbes und rosa Land und geheimnisvolle Paläste kennen und findet drei treue Freunde: eine mit Stroh gefüllte Vogelscheuche, einen eisernen Holzfäller und einen feigen Löwen. Jeder der vier Gefährten hat ein besonderes Problem, aber gemeinsam meistern sie die schwierigen Situationen, die ihnen begegnen.

## Unterschiede zuDer Zauberer von Oz(Auswahl)
Die Unterschiede zwischen Alexander Wolkows Der Zauberer der Smaragdenstadt und L. Frank Baums Der Zauberer von Oz sind vielfältiger, als sie auf den ersten Blick erscheinen. Wolkow hat Baums Geschichte völlig neu erzählt. Diese Liste ist daher nur eine Auswahl.
- Die Hauptfigur heißt Elli und lebt bei ihren Eltern in Kansas. Die Originalfigur Dorothy ist ein Waisenkind und lebt bei Onkel und Tante.
- Bei Wolkow folgt auf die Einführung ein Einschub, in welchem die böse Hexe Gingema, im fernen Zauberland, einen Sturm zusammenbraut, mit dem sie alle Menschen vernichten will.
- Der Hund Totoschka kann im Zauberland, wie alle anderen Tiere, sprechen.
- Die Namen der Völker und Hexen weichen in beiden Büchern voneinander ab, auch greift Wolkow nicht auf die Farbenlehre bei den Landesfarben zurück, denn Baum hielt sich dabei genau an die Anordnung von Primär- und Sekundärfarben.
- Bei Baum heißen Land und Zauberer Oz. Die damit verbundenen Unklarheiten umging Wolkow, indem er den Zauberer Goodwin nannte und das Land als Zauberland bzw. Goodwins Land bezeichnete.
- Elli wird zusätzlich mitgeteilt, dass sie drei Geschöpfen bei der Erfüllung ihrer sehnlichsten Wünsche helfen müsse, wenn sie nach Hause zurückwill.
- Der Holzfäller ist aus Eisen und nicht aus Zinn.
- Zwischen der Begegnung mit dem Holzfäller und der mit dem feigen Löwen hat Wolkow ein zusätzliches Kapitel in die Handlung eingefügt: Während der Scheuch und der Eiserne Holzfäller erneut darüber diskutieren, ob ein Gehirn oder ein Herz besser ist, wird Elli von einem Menschenfresser entführt. Dem Scheuch und dem Holzfäller gelingt es schließlich, Elli zu befreien und den Menschenfresser zu töten.
- Bei Baum leben im Wald zwischen den beiden Gräben Kalidahs, schreckliche Mischwesen mit Bärenkörpern und Tigerköpfen. – Bei Wolkow sind es Säbelzahntiger.
- Bei Wolkow stellt sich die Königin der Feldmäuse namentlich vor: Ramina. Zum Abschied erhält Elli von dieser eine Pfeife, mit der sie die Mäusekönigin jederzeit rufen kann. – Bei Baum sagt sie zusätzlich, dass Dorothy auf ein Feld gehen und pfeifen muss, um sie herbeizurufen.
- In Wolkows Smaragdenstadt befiehlt der Zauberer Elli und ihren Gefährten nur, die böse Hexe Bastinda aus dem Violetten Land zu vertreiben, bei Baum befiehlt Oz Dorothy, die böse Westhexe zu töten.
- Die Thronsaal-Szenen sind in beiden Büchern etwas anders beschrieben. Gleiches gilt für die Szenen, in denen die böse Hexe mittels ihrer Tiere gegen die Freunde kämpft. So ist auch der Zauberspruch, mit dem die fliegenden Affen gerufen werden, ein anderer. Wie alle Zaubersprüche ist auch dieser bei Wolkow viel melodischer.
- Bei Wolkow tun die fliegenden Affen Elli nichts, weil sie die silbernen Schuhe trägt. – Bei Baum tun sie Dorothy nichts, weil diese das Mal der Nordhexe auf der Stirn trägt, die Westhexe ist, zusätzlich zu ihrer Furcht vor den silbernen Schuhen, über das Mal auf Dorothys Stirn überrascht. – Bei Wolkow hat Elli dieses Mal nicht und Bastinda wundert sich, dass Elli die silbernen Schuhe besitzt, und unterhält sich mit ihr über dieselben. Dabei erzählt Bastinda, dass Gingema ihre Schwester war, und sie ist sehr überrascht, dass diese tot ist.
- Bei Wolkow wird das Kapitel in der Gefangenschaft der bösen Hexe durch die Figur des Zwinkerermädchens Fregosa ergänzt.
- Bei Baum erschrickt Toto, als der Löwe laut im Thronsaal brüllt, um Oz einzuschüchtern. Der Hund springt beiseite und wirft dabei einen Wandschirm um, hinter dem sich Oz befindet. – Bei Wolkow erschrickt Totoschka nicht, er erschnüffelt Goodwin und treibt ihn bellend hinter einem Wandschirm hervor. – Die folgenden Szenen bis hin zum Abflug des jeweiligen Zauberers unterscheiden sich in diversen Kleinigkeiten.
- Nach dem Abflug von Goodwin weist Totoschka den etwas überheblich gewordenen Scheuch zurecht und erinnert ihn daran, dass er sein jetziges Leben nur Elli zu verdanken habe. Auch die anderen Freunde stimmen dem zu. Wolkow entwickelt hier die Figur weiter, als es Baum tut, indem er aufzeigt, dass gute Eigenschaften manchmal hinter schlechteren versteckt sind.
- Bei Baum folgen dem erneuten Aufbruch aus der Smaragdenstadt (diesmal zu Glinda) die Durchquerung eines Waldes mit kämpfenden Bäumen und dann die Durchquerung des Porzellanlandes. – Wolkow hat diese Abenteuer gestrichen und durch ein eigenes neues Kapitel ersetzt, in welchem Elli und ihre Freunde bei der Überquerung eines Flusses auf einer Insel landen und einem furchtbaren Unwetter ausgesetzt sind.
- Bei Baum trifft man etwas später Menschen, die als Hammerköpfe beschrieben werden. Sie haben keine Arme und können ihre Köpfe blitzschnell an langen Hälsen nach vorne schnellen lassen. – Bei Wolkow sind es kleine Männer mit großen Köpfen und starken Fäusten, die sich selber hier noch Springer nennen, weil sie wie Gummibälle springen können. (Erst in Der Feuergott der Marranen wird erwähnt, dass nur die anderen sie Springer nennen, während sie selbst sich als Marranen bezeichnen.)
- Der in Kansas spielende Schluss ist bei Wolkow erheblich länger als bei Baum.

Neben diesen geschilderten Unterschieden gibt es eine Reihe von vielen weiteren meist kleinen Szenen, in denen sich die Bücher unterscheiden. Dies sind zum Teil längere Dialoge oder zusätzliche Beschreibungen, manchmal aber auch kleine Handlungsbeschreibungen, die aber nicht immer gravierend sind. Manchmal sind einzelne Dialogblöcke auch nur in einer anderen Reihenfolge angeordnet, ohne dass es erwähnenswerte Unterschiede gibt.

## Editionsgeschichte
Die deutsche Erstausgabe erschien 1964 in der DDR und Westdeutschland. 40 Jahre lang erschien das Buch im Osten Deutschlands nahezu unverändert, lediglich das äußere Erscheinungsbild und einige Illustrationen wurden modifiziert. Ab der 11. Auflage, im Jahr 2005, erschien der Band dann in einer neuen Textfassung und mit verändertem Layout.
Nach massiven Protesten entschied sich der Verlag, ab der 13. Auflage wieder die ursprüngliche Fassung zu verwenden, und auch das seit der 6. Auflage im Jahre 1982 weggelassene Nachwort wurde wieder hinzugefügt.

## Hörspiele/Hörbücher
Es gibt drei deutschsprachige Hörspielproduktionen zu diesem Buch:
- Der Zauberer der Smaragdenstadt, Regie: Maritta Hübner, Bearbeitung: Ernst Röhl, 54 Minuten, Rundfunk der DDR, 1974
- Der Zauberer der Smaragdenstadt, Regie: Dieter Scharfenberg, LITERA junior 1991, MC.
- Der Zauberer der Smaragdenstadt, Regie: Paul Hartmann, Deutsche Grammophon – Junior 1994, MC.

Eine Hörbuchversion erschien im Mai 2006:
- Der Zauberer der Smaragdenstadt, gelesen von Katharina Thalbach, Jumbo Neue Medien, 2CD, ISBN 3-8337-1533-2.

## Die Fortsetzungen
Wolkow beschränkte sich nicht auf die Nacherzählung der ersten Geschichte um Elli und ihre drei Freunde, sondern entwickelte die Handlung weiter und schuf fünf neue phantastische Abenteuer rund um das Zauberland. Für diese Fortsetzungen griff er zwar auch auf die Folgebände des Oz-Zyklus zurück, entwickelte die einzelnen übernommenen Motive jedoch mit einer Fabulierfreude, die die Vorlagen übertrifft. Mit der Figur des Urfin Juice gelang es Wolkow beispielsweise, einen Gegenspieler für die bekannten „Helden“ zu schaffen, der diesen aufgrund seiner Charakterisierung durchaus ebenbürtig war.
Für seine Fortsetzungen hat Wolkow Baums Werke ebenfalls genutzt, aber nicht mehr so eindeutig adaptiert wie beim „Zauberer“. Einer der gravierendsten Unterschiede zwischen den Fortsetzungen von Baum und Wolkow ist der, dass Wolkows Figuren außerhalb des Zauberlandes altern und ein eigenständiges Leben führen. Bei Baum bleibt das Leben außerhalb von Oz farblos.
Die erfolgreiche Zauberland-Reihe wurde von mehreren Autoren in stark schwankender Qualität fortgesetzt, von denen Nikolai Bachnow, der ebenfalls auf „neue“ Oz-Motive zurückgriff, die meisten Bände verfasst hat. Als neuer Illustrator zeichnet jetzt Hans-Eberhard Ernst verantwortlich.